# Xiphidiopsis minutus
Xiphidiopsis minutus är en insektsart som beskrevs av Tinkham 1943. Xiphidiopsis minutus ingår i släktet Xiphidiopsis och familjen vårtbitare. Inga underarter finns listade i Catalogue of Life.